# Zyprische Davis-Cup-Mannschaft
Die zyprische Davis-Cup-Mannschaft ist die Herren-Tennisnationalmannschaft Zyperns.

## Geschichte
Seit 1985 nimmt Zypern am Davis Cup teil, konnte sich bislang aber noch nie für die Weltgruppe qualifizieren. Erfolgreichster Spieler ist Marcos Baghdatis mit 60 Siegen, Rekordspieler ist Demetrios Leontis mit 47 Teilnahmen.